# 鬼怒川溫泉站
鬼怒川溫泉車站（日语：／ Kinugawa-onsen eki */?）是位於日本栃木縣日光市鬼怒川溫泉，屬於東武鐵道鬼怒川線的鐵路車站。車站編號是TN 56。此站是淺草方向開出的特急「鬼怒」、新宿方向開出的特急「（SPACIA）鬼怒川」與會津若松方向開出的快速「會津山嶽特快」等的起始點和終點用主要車站。本站周邊則是廣闊的鬼怒川溫泉街。

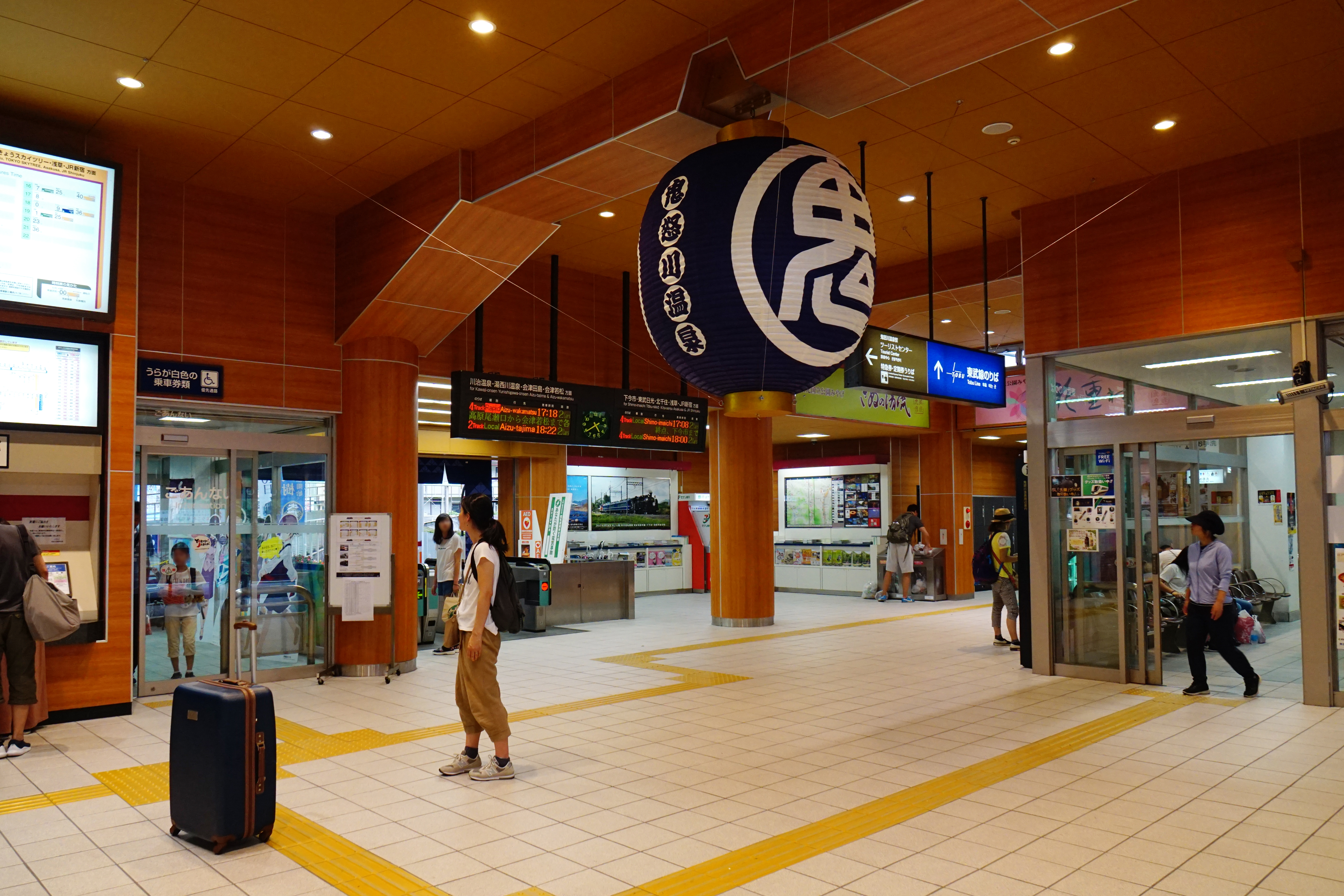
車站內部與驗票口（2017年8月）

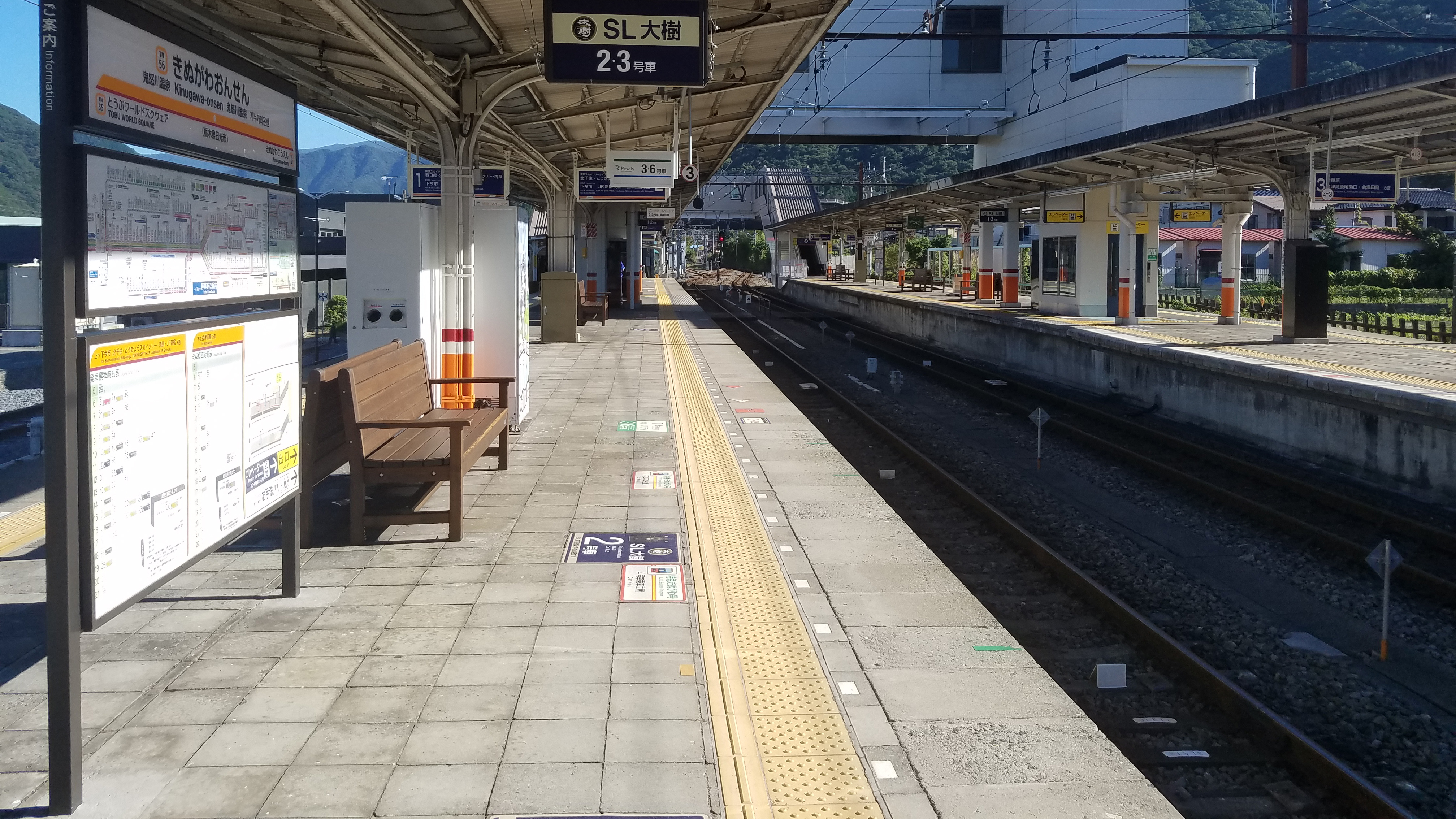
月台（2021年9月）

## 历史

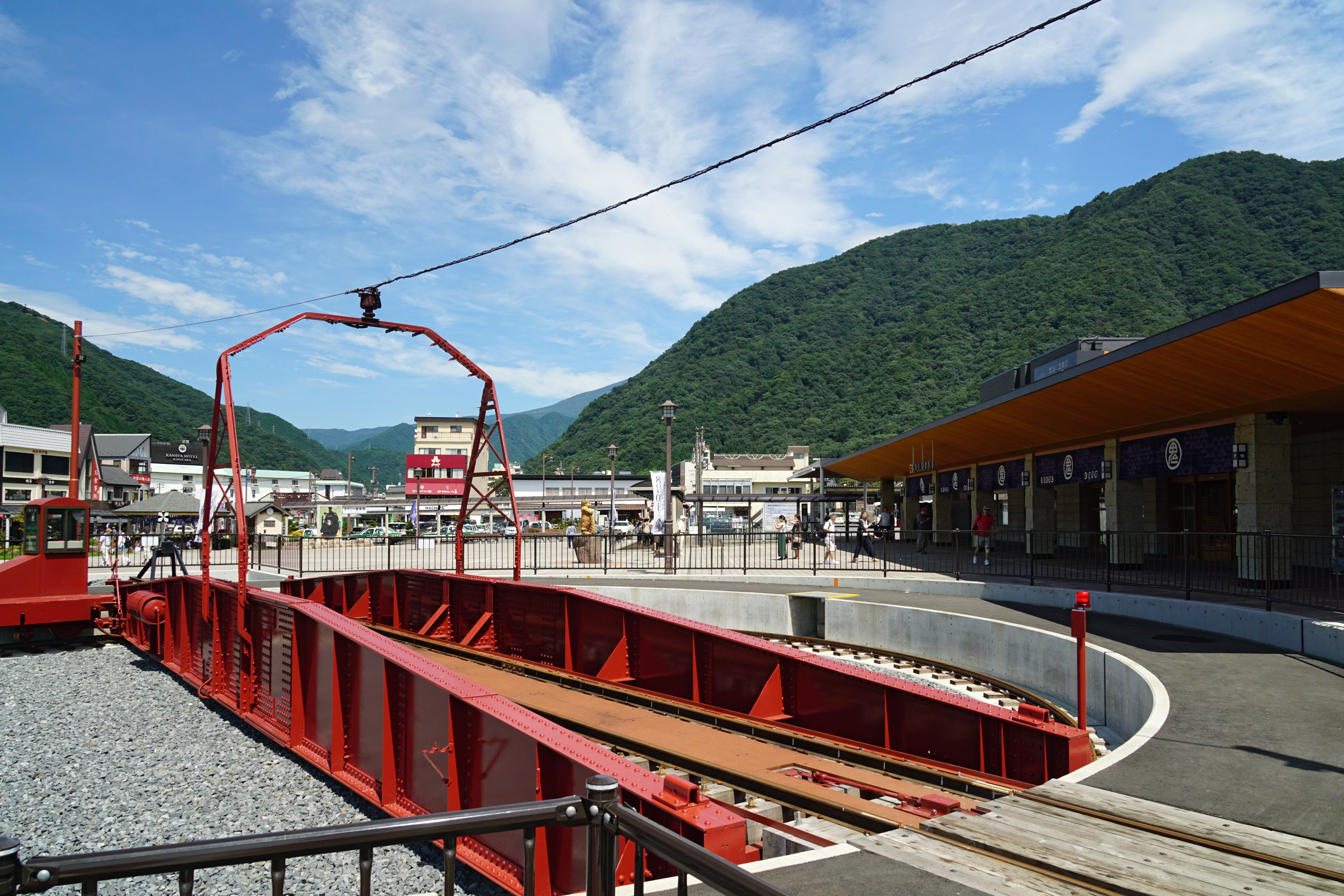
站房前的SL轉車台(2017年8月)

- 1919年（大正8年）3月17日 - 下野軌道下瀧車站開業。
- 1921年（大正10年）6月6日 - 下野軌道改名下野電氣鐵道、成為下野電氣軌道車站。
- 1922年（大正11年）3月19日 - 移轉、改名大瀧車站。
- 1927年（昭和2年）2月19日 - 改名鬼怒川溫泉車站。
- 1943年（昭和18年）5月1日 - 東武鐵道收購下野電氣鐵道。成為東武鐵道車站。
- 1964年（昭和39年）10月8日 - 車站從原址（舊藤原町役場附近）往下今市站方向移動1.2公里（現址），本日開始營業[1]。
- 1991年（平成3年） - 1、2號線上行列車導入發出音樂[2]。
- 2006年（平成18年）3月18日 - JR線直通列車「（SPACIA）鬼怒川」開始運行。站舎、車站前改修。
- 2012年（平成24年）3月17日 - 導入車站編號為TN 55。
- 2014年（平成26年）3月16日 - 發車提醒音樂改為《東武世界廣場主題曲》[3]。
- 2017年（平成29年）
  - 4月9日 - 從JR西日本藝備線三次車站遷移裝設的轉車台完工後公開亮相[4]。
  - 4月21日 - 因東武世界廣場車站於同年7月22日開始營運，鬼怒川溫泉站的車站編號改為TN 56[5]。
  - 8月10日 - 蒸氣火車「SL大樹號」開始在此站至下今市車站間運行[6]。

## 車站構造
本站為島式月台2面4線的地上車站，站房位於線路西側，站內則設有自動剪票機。站房側的1號線月台為終端式月台，僅能往返下今市方向。1號線止衝擋前方是連接站房及1號與2號線月台的斜坡，另有天橋通往3號與4號線月台。
「SL大樹」會在本站折返，因此在1號線旁（靠站前廣場）設有SL轉車台。鬼怒立岩信號場與本站之間為複線配置。而直通野岩鐵道會津鬼怒川線、會津鉄道會津線的「AIZU Mount Express」與特急列車，原則上會在同月台進行對面接續。
站内設有票務窗口、遊客中心（發售巴士乘車券與日光、鬼怒川區域船車券等）、候車室、商店、地方業者營運的咖啡店。並有自動售票機（發售特急券）、自動驗票閘門等車站設備。
1991年左右，1、2號線的上行特急列車導入發車音樂。使用與東武日光站一樣的「Crystal Clear River」但採用不同編曲（雖與東武野田線大宮站1號線相同但曲末加上淡出特效）。2014年3月16日起改用東武世界廣場主題曲的改編版。
本站為東武日光站管區旗下的站長配置站，管理鬼怒川線各站（下今市站除外）。
| 月台 | 路線     | 方向 | 目的地                                                                       | 備註         |
| ---- | -------- | ---- | ---------------------------------------------------------------------------- | ------------ |
| 1    | 鬼怒川線 | 上行 | 下今市、 東武晴空塔線 春日部、北千住、 東京晴空塔、淺草、■湘南新宿線新宿方向 | 只限此站始發 |
| 2    | 鬼怒川線 | 上行 | 下今市、 東武晴空塔線 春日部、北千住、 東京晴空塔、淺草方向                  |              |
| 2    | 鬼怒川線 | 下行 | 新藤原、■會津鬼怒川線 會津高原尾瀨口、 ■會津線 會津田島方向                  |              |
| 3    | 鬼怒川線 | 下行 | 新藤原、■會津鬼怒川線 會津高原尾瀨口、 ■會津線 會津田島方向                  |              |
| 4    | 鬼怒川線 | 上行 | 下今市、 東武晴空塔線 春日部、北千住、 東京晴空塔、淺草方向                  |              |

## 使用情況
2019年度1日平均上下車人次為2,731人。為鬼怒川線車站第1位。2011年度受東日本大震災的影響，上下車人次大幅減少，2012年度以後逐漸回到震前水準。
近年1日平均上下車人次的推移如下表。
| 年度               | 1日平均上下車人次 |
| ------------------ | ----------------- |
| 2001年（平成13年） | 3,684             |
| 2002年（平成14年） | 3,471             |
| 2003年（平成15年） | 3,257             |
| 2004年（平成16年） | 3,122             |
| 2005年（平成17年） | 2,890             |
| 2006年（平成18年） | 3,318             |
| 2007年（平成19年） | 3,220             |
| 2008年（平成20年） | 3,172             |
| 2009年（平成21年） | 3,018             |
| 2010年（平成22年） | 2,972             |
| 2011年（平成23年） | 2,633             |
| 2012年（平成24年） | 3,048             |
| 2013年（平成25年） | 2,990             |
| 2014年（平成26年） | 3,115             |
| 2015年（平成27年） | 3,009             |
| 2016年（平成28年） | 2,991             |
| 2017年（平成29年） | 3,062             |
| 2018年（平成30年） | 3,031             |
| 2019年（令和元年） | 2,731             |

## 車站周邊
- 鬼怒川
  - 鬼怒川線下行乘船場
- 鬼怒川溫泉街
- 鬼怒川溫泉站前足湯（鬼怒太之湯）
- 日光市役所藤原總合分所（舊藤原町役場）
- 藤原消防署
- 鬼怒川溫泉郵便局
- 日光市藤原總合文化會館
  - 日光市立藤原圖書館
  - 鬼怒川、川治溫泉観光資訊中心
- 鬼怒楯岩大吊橋（日语：鬼怒楯岩大吊橋）
- 古釜瀑布（日语：古釜の滝）、末廣池（日语：末広池）
- 楯岩（日语：楯岩）
- 國道121號（日语：国道121号）
- 東武世界廣場 - 巴士5分。

## 路線巴士

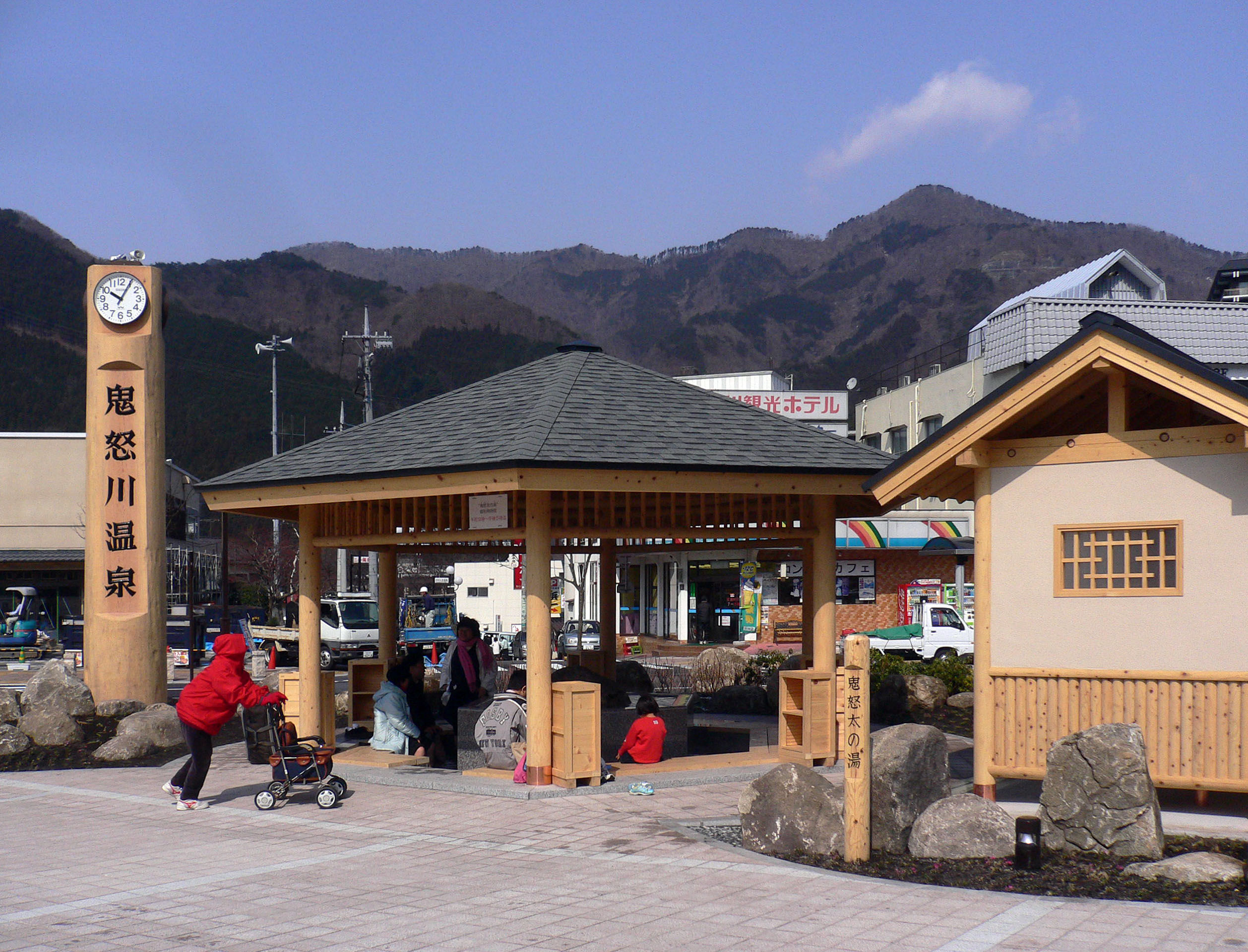
站前廣場的足湯（2006年3月）

| 乘車處 | 系統                                          | 主要行經地                                             | 目的地             | 運行業者                   | 備註          |
| ------ | --------------------------------------------- | ------------------------------------------------------ | ------------------ | -------------------------- | ------------- |
| 1      | 鬼怒川溫泉女夫淵線                            | 藤原綜合支所前、鬼怒川公園站、川治溫泉站、川俣溫泉     | 女夫淵             | 日光市營巴士               |               |
| 2      | 湯西川線                                      | 藤原綜合支所前、鬼怒川公園站、川治溫泉站、湯西川溫泉站 | 湯西川溫泉         | 日光交通                   |               |
| 2      | 仲町線                                        | 仲町                                                   | 鬼怒川公園站       | 日光交通                   |               |
| 3      | 日光江戶村線                                  | 東武世界廣場園內、小佐越站                             | 日光江戶村         | 日光交通                   |               |
| 3      | 日光江戶村線                                  | 東武世界廣場園內、小佐越站、新高德站、猴子學校         | 日光江戶村         | 日光交通                   |               |
| 4      | 鬼怒川線                                      | 東武世界廣場園內、小佐越站、新高德站、JR今市站         | 下今市站           | 日光交通                   |               |
| 5      | Dial Bus                                      |                                                        | 鬼怒川溫泉旅館巡迴 | 日光交通                   |               |
| 10     | 日光鬼怒川線 / SL系統                         | 小百、東武日光站                                       | 日光世界遺產區域   | 東武巴士日光               | SL大樹運行日  |
| 10     | 日光、鬼怒川Express                           | 東武日光站                                             | 西參道             | 日光交通                   | 預約制/定額制 |
| 10     | 日光定期觀光巴士 / S系統                      |                                                        |                    | 東武巴士日光               | 預約制/定額制 |
| 10     | 高速巴士 日光、鬼怒川溫泉號                   | （東北自動車道、首都高速道路）                         | 東京站日本橋口     | 東北急行巴士               | 預約制/定額制 |
| 10     | 高速巴士 橫濱站、羽田機場～日光、鬼怒川溫泉線 | 羽田機場                                               | 橫濱站東口         | 京濱急行巴士、東武巴士日光 | 預約制/定額制 |

## 相鄰車站
東武鐵道
 鬼怒川線
- ■特急「鬼怒」停車站、特急「（SPACIA）鬼怒川」始發、終到站

■快速（包括「會津山嶽特快」）、■區間快速、■普通
東武世界廣場（TN 55）－（鬼怒立岩信號場）－鬼怒川溫泉（TN 56）－鬼怒川公園（TN 57）

## 延伸閱讀
- （日語） アクセス｜鬼怒川、川治温泉観光協会

## 外部連結
- 鬼怒川溫泉（車站資訊） - 東武鐵道